# Санный спорт
Са́нный спорт (нем. Rennrodeln, англ. luge) — зимний олимпийский вид спорта, в котором участники соревнуются в скоростном спуске на санях по специальным трассам.

## История
Первое организованное собрание спортсменов произошло в 1883 году в Швейцарии. В 1913 году в Дрездене (Германия) основана Международная федерация санного спорта (Internationale Schlittensportverband). Эта организация управляла спортом до 1935 года, когда она была включена в состав Международной федерации бобслея и тобоггана (FIBT). После принятия решения о замене скелетона санным спортом в программе зимних Олимпийских игр, в 1955 году в Осло (Норвегия) был проведён первый чемпионат мира. В 1957 году основана Международная федерация санного спорта (Fédération Internationale de Luge de Course, FIL). Санный спорт был включён в программу зимних Олимпийских игр в 1964 году.

## Правила

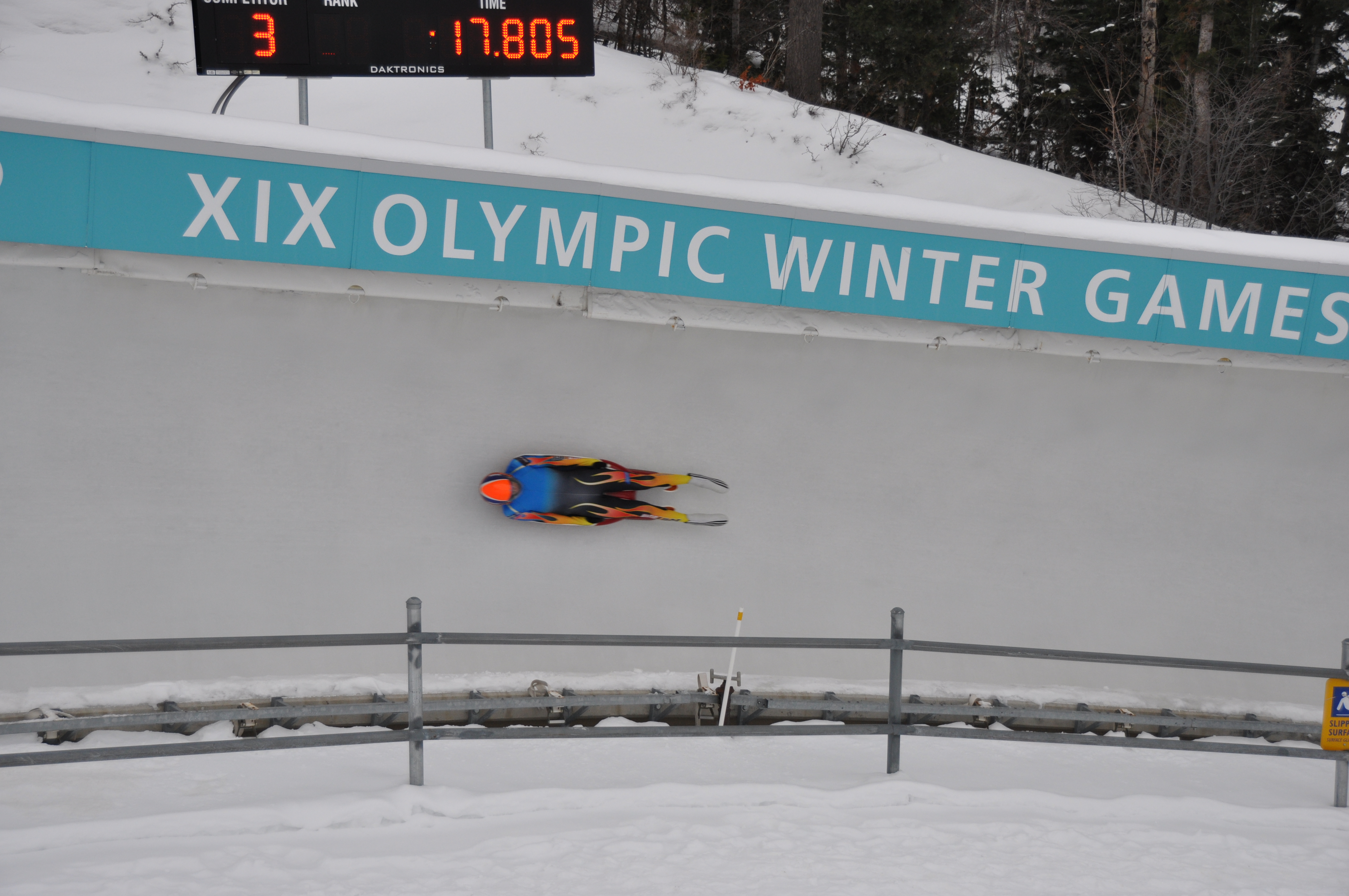
Саночник на трассе

Правила санного спорта достаточно просты — побеждает спортсмен, прошедший трассу за наименьшее время. Участник должен стартовать в течение определенного времени после того, как трасса освободилась.
Спортсмен обязан финишировать вместе с санями, в противном случае он дисквалифицируется. Однако разрешается остановиться на трассе, снова сесть на сани и продолжить спуск.
Вес саней и их устройство регламентированы. Температура полозьев также должна находиться в определенном диапазоне, зависящем от температуры воздуха. Также существуют ограничения на вес спортсменов и их экипировку, включая комбинезоны, обувь, шлемы и перчатки.
Как и в других видах спорта, связанных со скоростным прохождением, предварительные соревнования определяют порядок старта, который может оказаться важным в случае ухудшения состояния трассы. Общее время спортсмена складывается из результатов двух и более заездов.
В санном спорте проводятся соревнования среди одиночек и пар. С 2018 женщины могут соревноваться в парах.  На крупных турнирах проводятся эстафеты, в которых команда состоит из женщины, мужчины и пары.
Начиная с чемпионата мира 2016 года в программу соревнований включен санный спринт. Дистанция в спринте является укороченной, измерение времени саночника начинается не со старта, а после прохождения им начального отрезка (от 100 до 150 метров), а победитель определяется по результатам единственной попытки.

## Трассы
Соревнования по санному спорту проходят на двух типах трасс: саночные и для натурбана (разновидность санного спорта). На некоторых трассах лёд искусственно охлаждают. Большинство санных трасс, включая почти все натурбанные трассы, находятся в альпийских странах:
- Красноярск
- Альтенберг (Саксония)
- Кёнигсзе (Бавария)
- Инсбрук
- Оберхоф (Тюрингия)
- Санкт-Мориц — самая длинная и быстрая естественная трасса в мире
- Турин — построена к зимним Олимпийским играм 2006 года
- Винтерберг (Северный Рейн-Вестфалия)
- Парамоново

В числе важнейших искусственных трасс (большинство построено к зимним Олимпийским играм):
- Калгари
- Лейк-Плэсид
- Лиллехаммер
- Нагано
- Маскигон[англ.][1]
- Негони
- Ла-План
- Солт-Лейк-Сити
- Сараево — сейчас не используется из-за плохого состояния
- Сигулда
- Уистлер
- «Санки» (Сочи)

## Международная федерация
Санный спорт управляется Международной Федерацией Санного Спорта (FIL, Federation International de Luge de Course) (официальный сайт). Федерация располагается в Германии, большинство её представителей — немцы.
Президентами федерации были:
- Берт Исатиш, Австрия (1957—1994)
- Йозеф Фендт, Германия (с 1994 года)

## Оборудование
Спортивное оборудование. Специальные костюмы, которые позволяют уменьшить сопротивление ветра. Специальные перчатки для санного спорта с шипами на пальцах помогают спортсменам разгоняться на старте.